# فرودگاه فرگس (صحرایی ودارک)
فرودگاه فرگس (صحرایی ودارک) (به انگلیسی: Fergus (Vodarek Field) Aerodrome) یک فرودگاه خصوصی است که یک باند فرود چمن دارد و طول باند آن ۵۸۵ متر است. این فرودگاه در کشور کانادا قرار دارد و در ارتفاع ۴۲۱ متری از سطح دریا واقع شده است.